# Arthur Hacker
Pour les articles homonymes, voir Hacker.
Arthur Hacker, né le 25 septembre 1858 à Londres et mort, dans la même ville, le 12 novembre 1919, est un peintre académique anglais qui s'est aussi inspiré des courants impressionnistes et pré-raphaélites.

## Biographie
Arthur Hacker est le fils d'Edward Hacker (1812-1905), graveur spécialisé dans les imprimés animaliers et sportifs (qui a également été pendant de nombreuses années le registraire des naissances et des décès du sous-district de Kentish Town du district d'enregistrement de Pancras, Middlesex) et de Sophia Eliza Sidney.
Il est surtout connu pour peindre des scènes religieuses et des portraits, et son œuvre a été influencée par ses nombreux voyages en Espagne et en Afrique du Nord. Il étudie à la Royal Academy entre 1876 et 1880, et à l'Atelier Bonnat à Paris. Il est exposé deux fois à la Royal Academy, en 1878 et 1910, et élu académicien en 1910. Son œuvre d'admission comme académicien est A Wet Night at Piccadilly Circus. Il a exposé aux Expositions universelles de 1889 et 1900 où il a été récompensé respectivement d'une médaille de bronze et d'une d'argent.
Il a été très influencé par le courant français de la peinture de plein air et par l'école de Barbizon, ce que l'on peut voir dans  Her Daughter's Legacy (1881) où il met en avant la vie rurale. En 1886, il participe à la fondation du New English Art Club.
En 1902, Hacker construit une nouvelle maison à Heath End, Checkendon, Oxfordshire, appelée Hall Ingle, commissionnant le jeune architecte Maxwell Ayrton et réalisant les décorations lui-même.
Le 18 novembre 1907, il se marie avec Lilian Price-Edwards (1878/9-1948), elle aussi peintre.
Il meurt le 12 novembre 1919 d'une crise cardiaque. Il est enterré au cimetière de Brookwood.
En 1894, il a fait l'objet d'un buste par Edward Onslow Ford. Un portrait de Sir Alfred Keogh par Hacker est accroché dans la cantine des officiers au quartier général du Royal Army Medical Corps à Millbank, Londres.

## Œuvres
- Lady with a Violin
- The Lullaby
- Sad Work
- Pearls
- Poet's Dream
- The Old Woman
- The Crystal
- Piccadilly Circus
- Siesta
- Valley
- Nest in the Branches

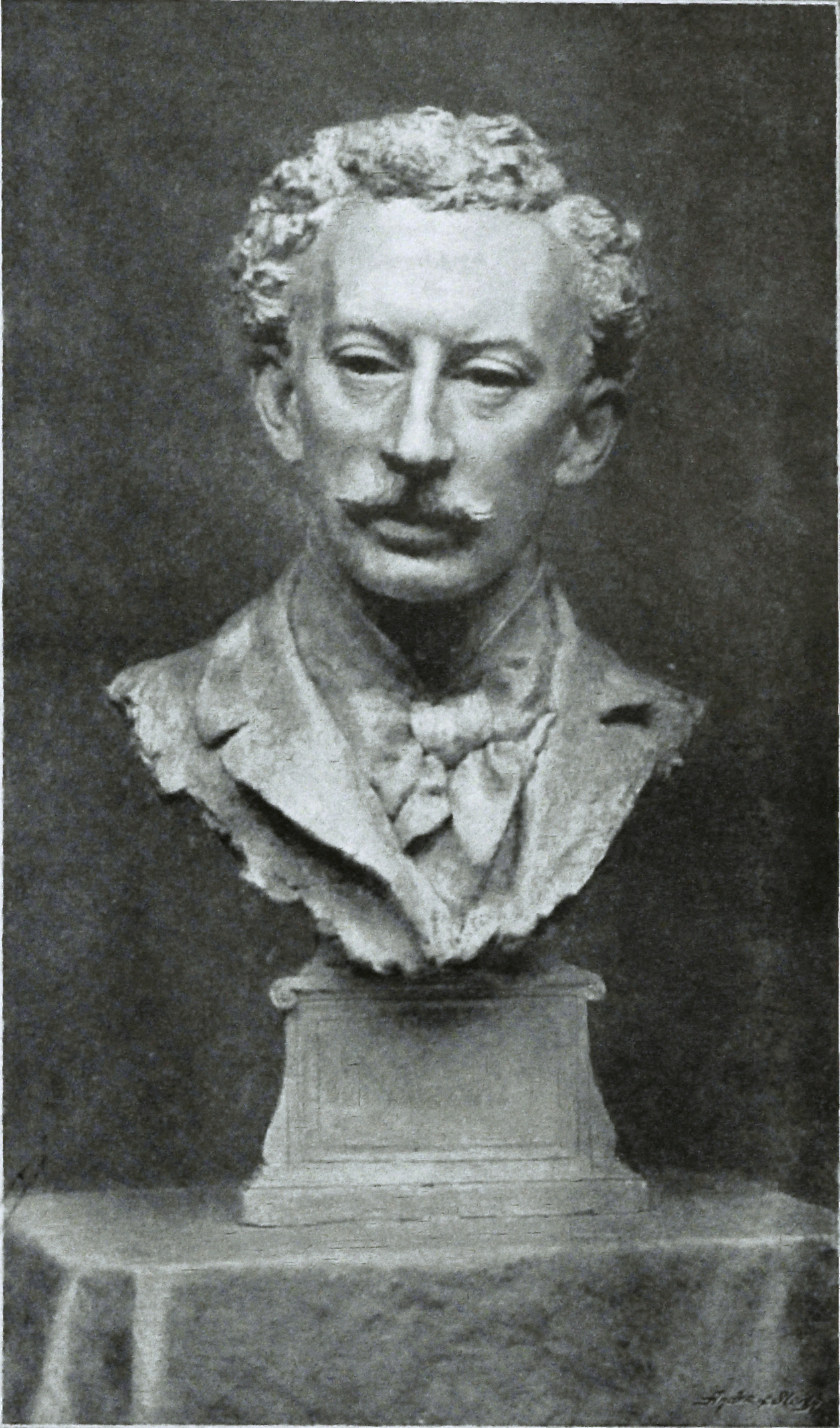
Buste en bronze d'Arthur Hacker par Edward Onslow Ford.

- Lady in a Blue Dress Playing the Violin
- English Cottage Garden
- Portraits of the Artist's Brother, and Sister-in-law (1882)
- Wonder Story (1884)
- Fisherman's Wife (1885)
- Warmth and Comfort (1886)
- Pelagia and Philammon (1887) — Walker Art Gallery, Liverpool[3]
- The Children's Prayer (1888) — The Atkinson Museum (en), Southport
- By the Waters of Babylon (1888) — Rochdale Art Gallery
- Fisherman's Wife on the Shore (1889)
- Friendship with a Collie (1889)
- Christ and the Magdalene (1891) — Walker Art Gallery, Liverpool
- The Annunciation (1892)
- Syrinx (1892)
- Woodcutter and Daughter (1892)
- Circe (1893)
- Temptation of Sir Percival (1894) — Leeds Art Gallery (en)[4]
- Daphne (1895)
- The Cloister or the World (1896) — Cartwright Hall, Bradford
- And there was a Great Cry in Egypt (1897)
- Portrait of Lady Frampton (1900)
- Musicienne du silence (1900)
- Punting on the Thames (1901)
- The Cloud (1901) — Cartwright Hall, Bradford
- Morning Walk (1902)
- In Peril (1902)
- Leaf Drift (1903)
- Portrait of the Artist's Mother (1907)
- Portrait of the Artist's Sister Adeline (1908)
- Imprisoned Spring (1911)
- A Wet Night at Piccadilly Circus (1910) — Royal Academy of Arts
- Flare And Flutter: Piccadilly Circus At Night (1912)
- St Paul's Cathedral (1912)
- Little Girl Playing Mummy (1912)
- Gold Bowl (1916)
- Female Nude at her Toilette (1918)

Œuvres d'Arthur Hacker
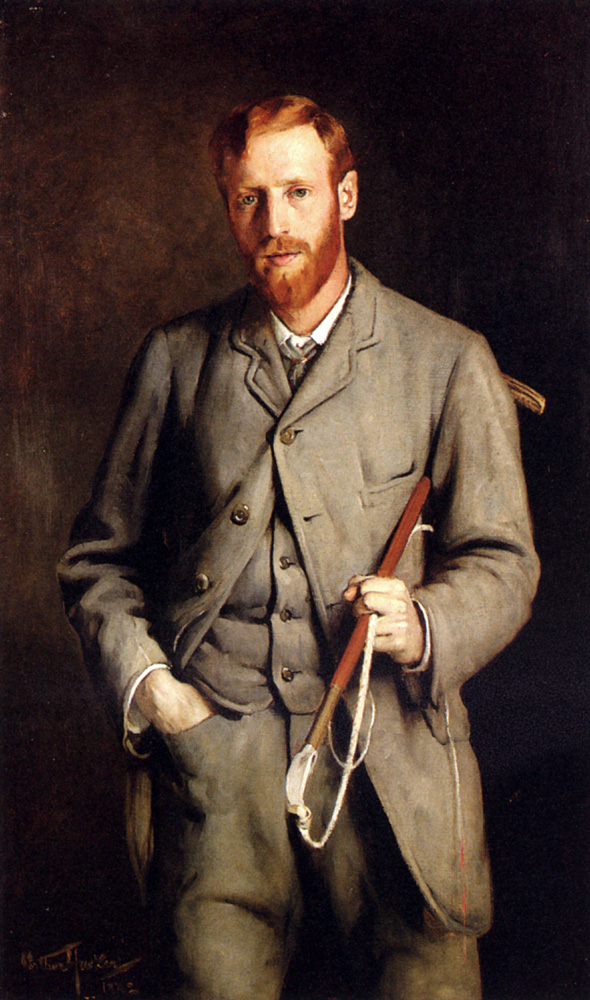
Portraits Of The Artists Brother (1882).
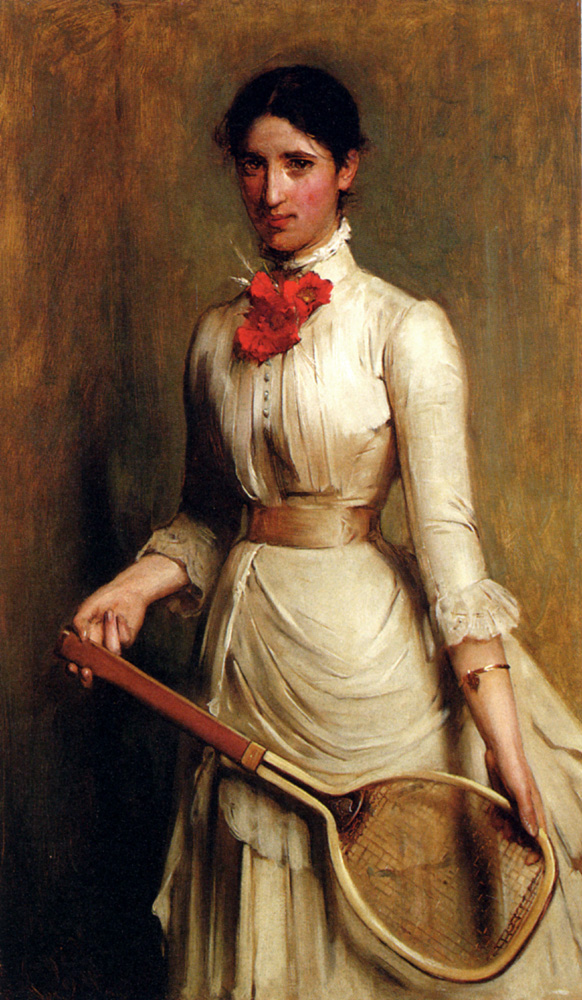
Portraits Of His Sister In Law (1882).
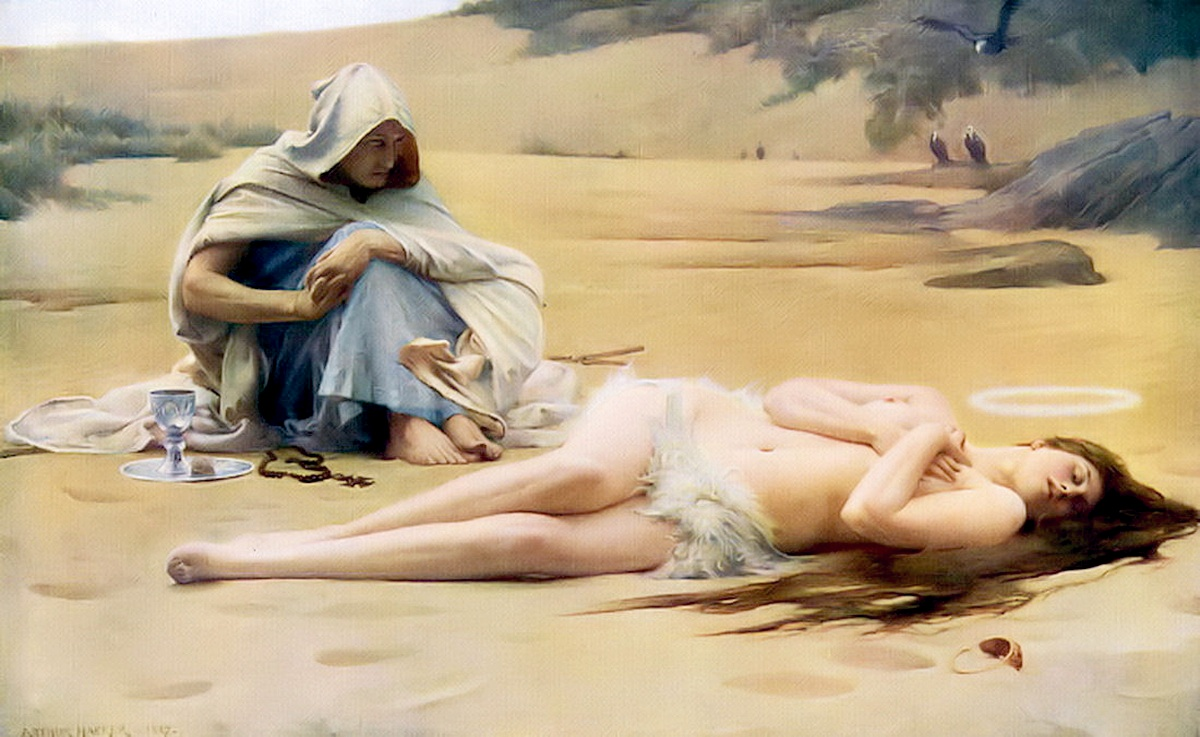
Pelagia and Philammon (1887).
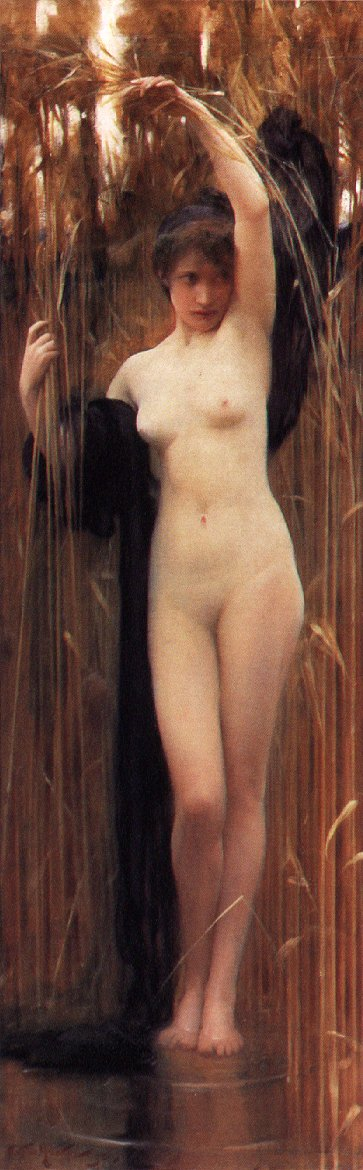
Syrinx (1892).
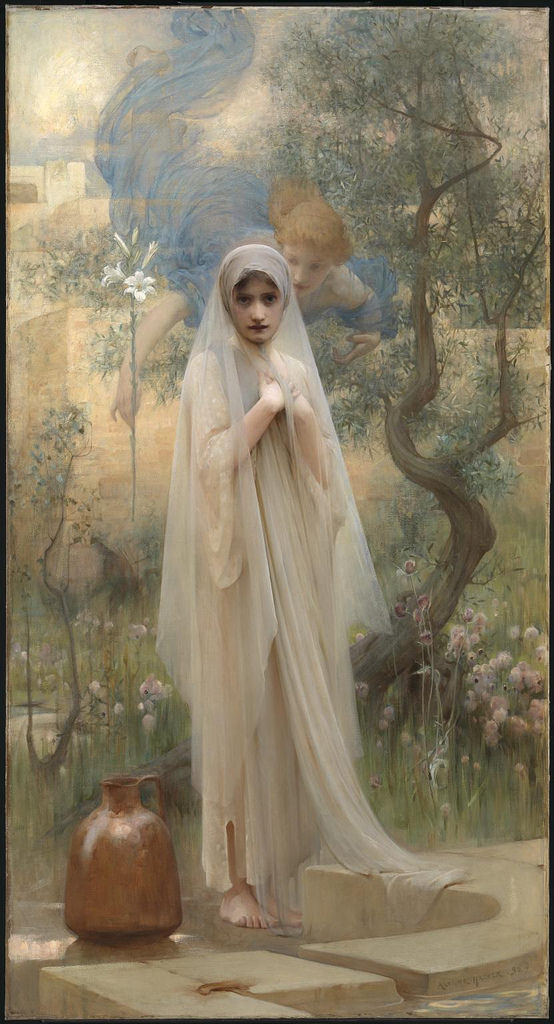
Annunciation (1892).
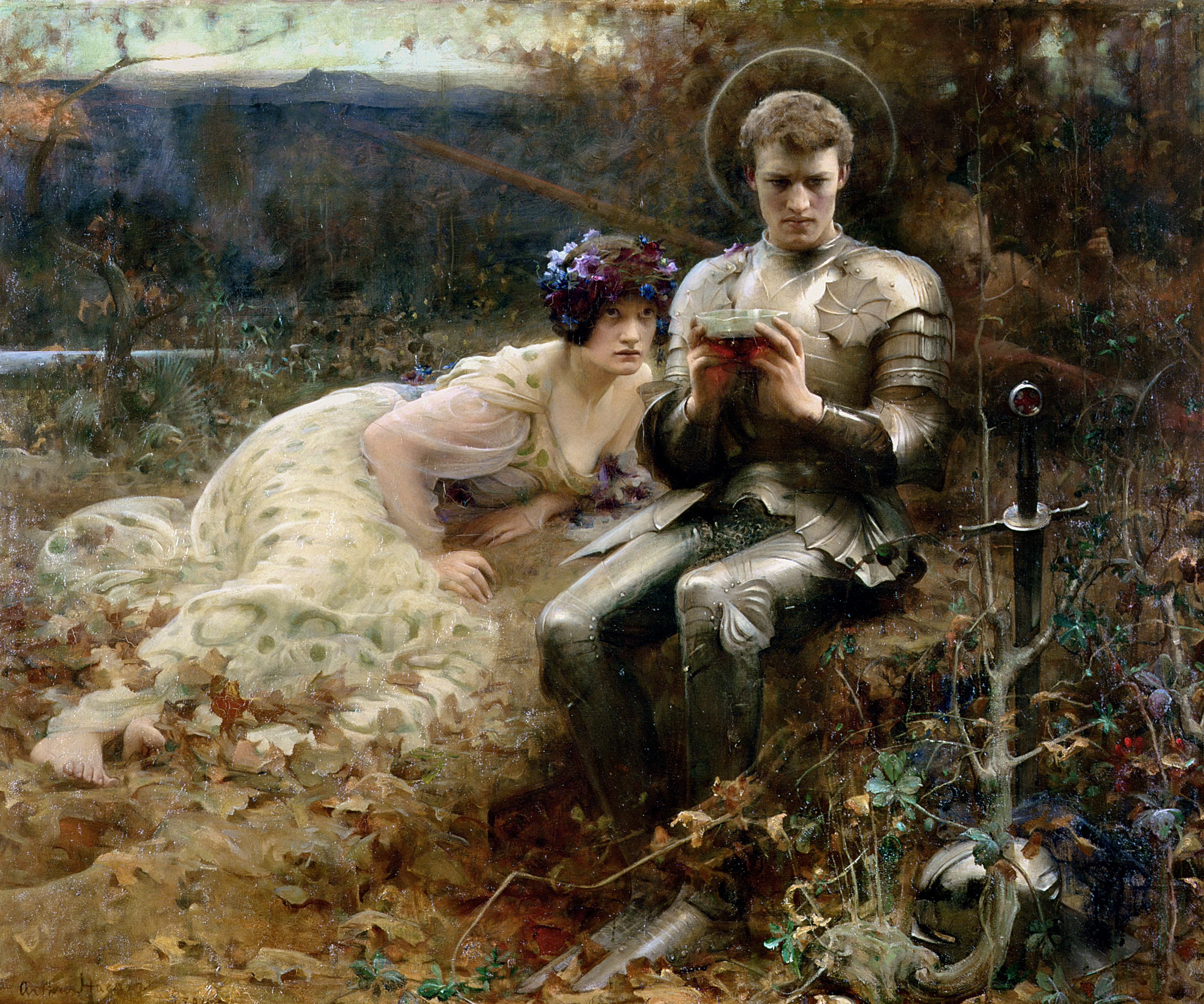
Temptation of Sir Percival (1894).
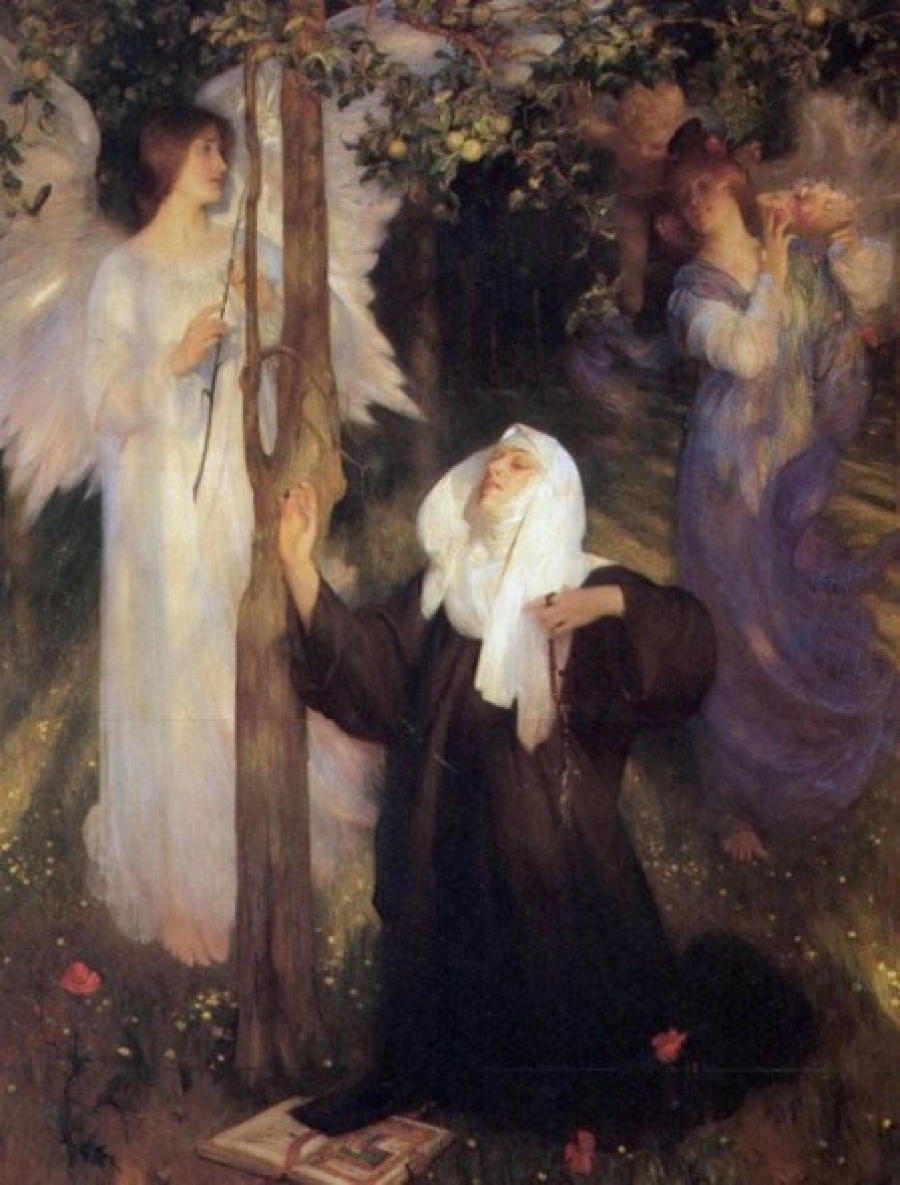
The Cloister or the World (1896).
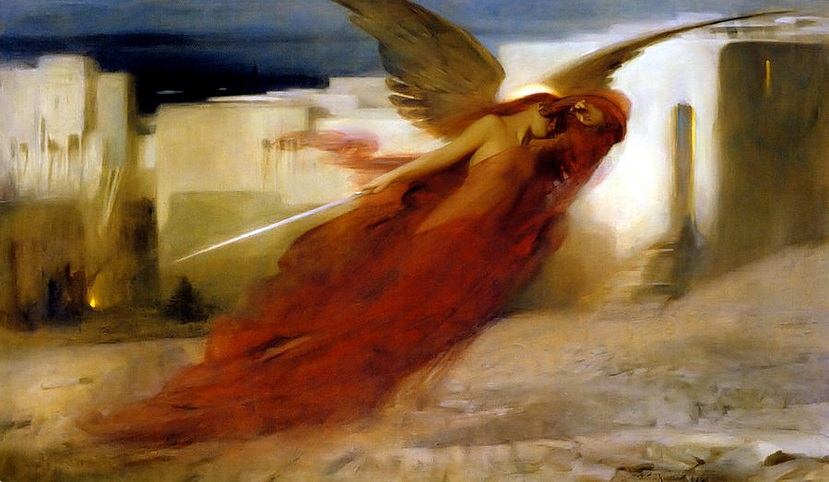
And there was a Cry in Egypt (1897).
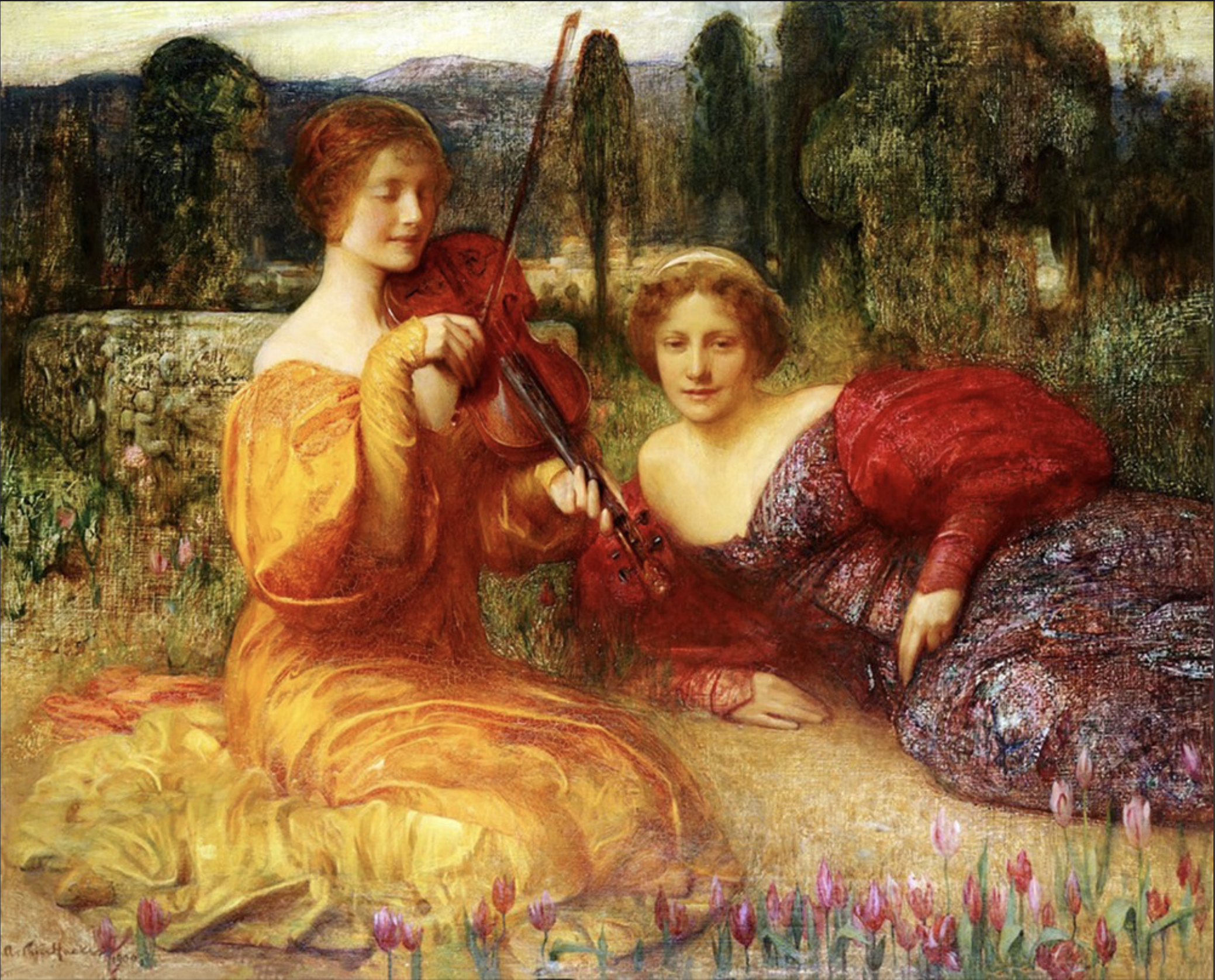
Musicienne du silence (1900).
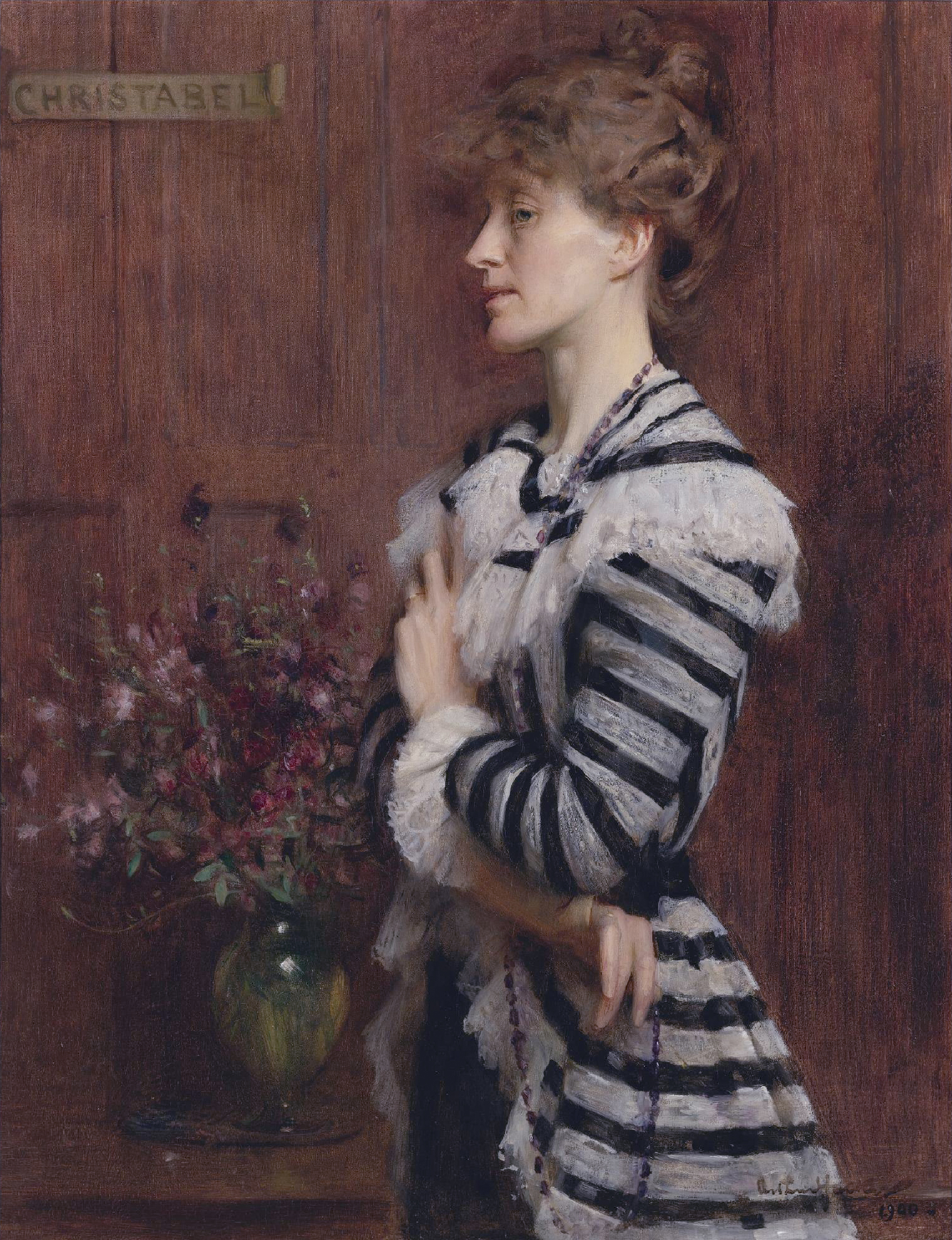
Portrait of Lady Frampton (1900).
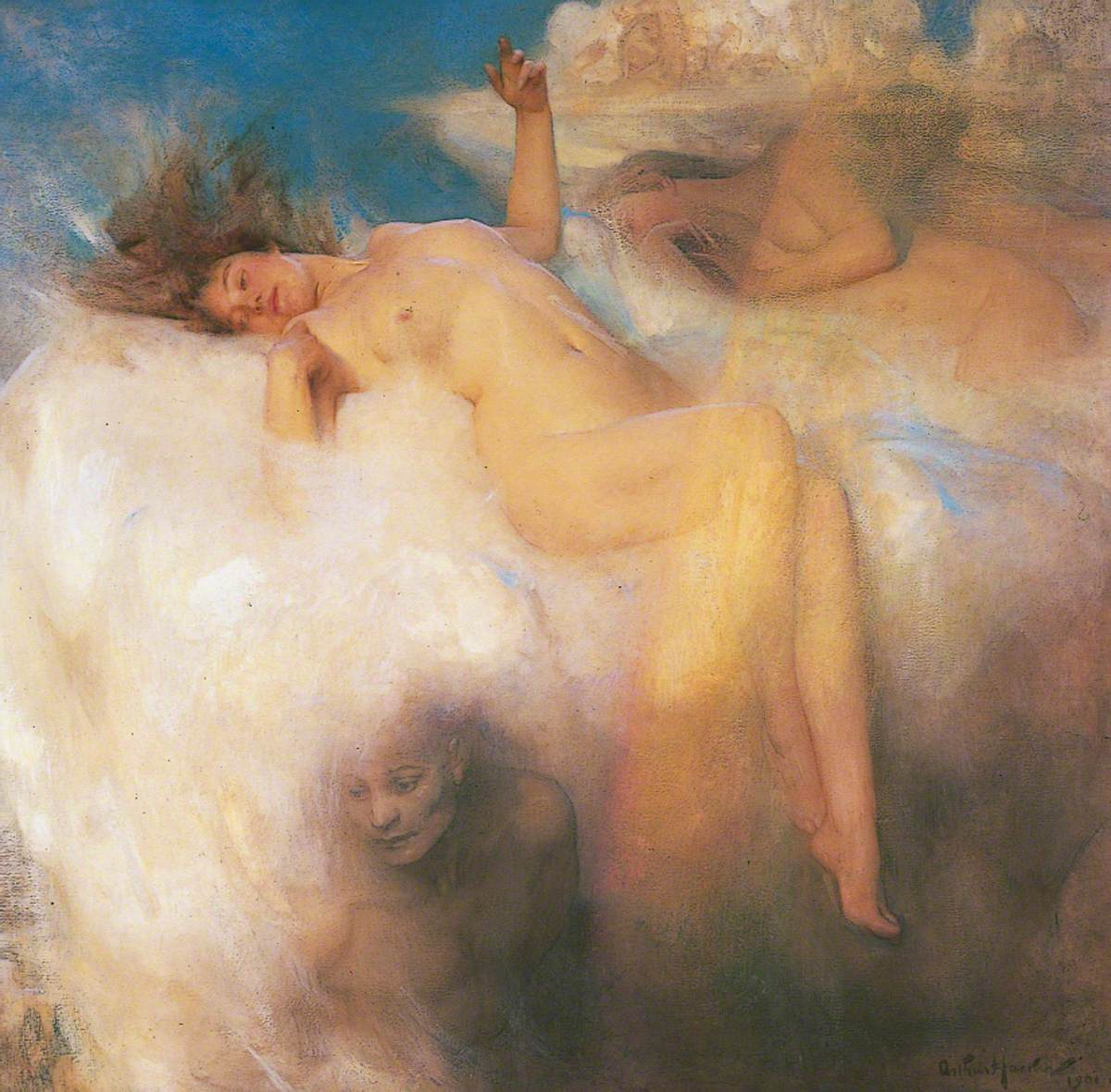
Cloud (1901).
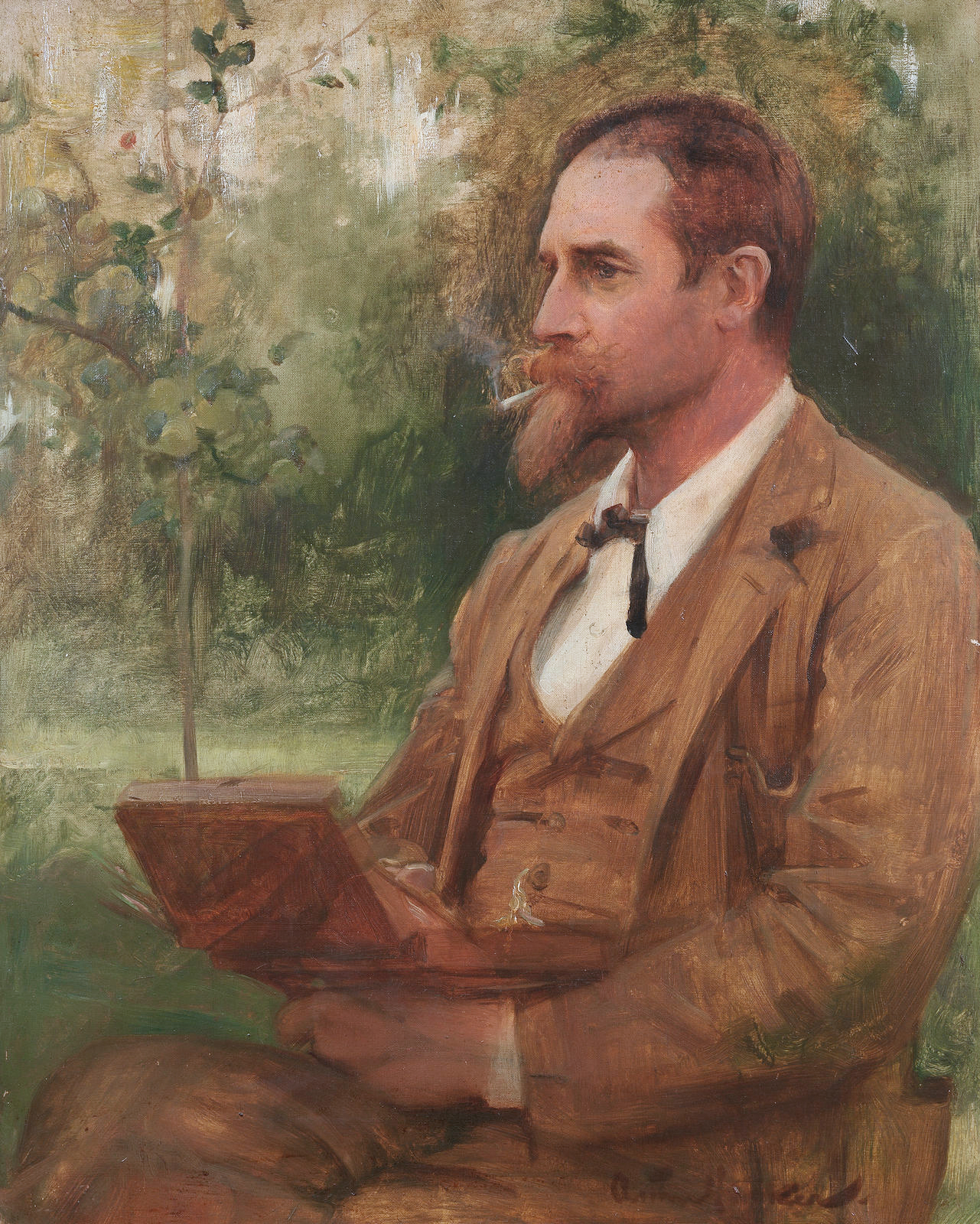
Portrait de Edward Onslow Ford (en), (avant 1901).